# Parc d'État de Lily Bay
Le parc d'État Lily Bay (anglais : Lily Bay State Park) est un parc d'État du Maine (États-Unis). Occupant une superficie de 3,94 km2 et situé à une altitude de 320 m de haut, le parc est situé sur les berges sud-est du lac de Moosehead, le deuxième plus grand lac de la Nouvelle-Angleterre,. Le parc est établi en 1961, après un don d'une forêt par la Scott Paper Company en 1959. On peut y pratiquer le camping, du bateau de plaisance, de la pêche, de la nage et de la motoneige. On y retrouve aussi un sentier de 3,2 km autour des berges du lac.